# Michel Firelin
Michel Firelin, baptisé le 18 janvier 1666 en la paroisse Saint-Sauveur de Montivilliers (sur son acte de baptême son patronyme est Fidelin) et mort par pendaison à Rennes le 4 juillet 1697, est un colon de l'Ile Bourbon, qui prit la tête d'une révolte en 1690 et se fit élire, sans l'assentiment du roi Louis XIV, gouverneur.

## Biographie
D'origine très pauvre, les parents de Michel Firelin sont métayers à Montivilliers. Pour échapper à cette condition, il pense un moment rentrer au séminaire. Ce sera en fait la nouvelle Compagnie des Indes, récemment créée par Colbert, qui va lui donner sa chance.
Il se fait embaucher comme aide magasinier par la compagnie et débarque en baie de Saint-Paul, sur l'île Bourbon (aujourd'hui, île de La Réunion), le 5 décembre 1689, sur le même bateau que le nouveau gouverneur de l'île, Henri Habert de Vauboulon.

### L'affaire Vauboulon[1]
Vauboulon est un réformateur. Cependant, ces réformes s'avèrent difficiles à supporter pour les colons qui considèrent qu'elles portent atteinte à leurs libertés (notamment de chasser) et qu'elles sont trop couteuses. De plus, Vauboulon touche plusieurs pots-de-vin. Il ne tarde pas à se mettre à dos une grande partie de la colonie. Cette opposition se structure autour des figures de Firelin (nommé procureur par l'ordonnance du 24 décembre 1689 prise par Vauboulon) et du père Hyacinthe de Kerguelen de Kerbiquet. Six mois après la prise de fonction de Vauboulon, en juin 1690, le navire de la Compagnie Les Jeux fait escale à Saint-Paul. Son capitaine, Guillaume de La Houssaye, est assailli de plaintes des colons mais n'ose pas destituer Vauboulon. Il promet de faire parvenir au cabinet du roi un rapport.
Vauboulon finira par s'en prendre à Firelin. C'est à partir de cet événement que Firelin commence à préparer la révolte contre Vauboulon.
Le dimanche 26 novembre 1690, en pleine messe à Saint-Denis, le gouverneur est arrêté par Jacques Barrière, Robert Duhal et Marc Vidot (partisans de Firelin). Vauboulon sera alors mis au cachot où il mourra empoisonné en 1692.

### Gouverneur par intérim[1]
Après la mise à pied de Vauboulon, le poste de gouverneur fut proposé au père Hyacinthe. Celui-ci refusa ce qui conduit  à l'élection de Firelin le 4 mars  1691.
La première mesure de Firelin sera la restitution des pots-de-vin touchés par Vauboulon.
Le 2 décembre 1691, s'ouvre à Saint-Paul le procès de « la Citerne ». Il s'agit du valet de Vauboulon qui est accusé de complot. C'est un tribunal populaire qui le jugera. Il sera condamné à mort et exécuté le 6 mars 1692. Cependant, Firelin et le père Hyacinthe, investigateurs de ce procès ne signèrent pas l'acte de mise à mort.
Malgré ces décisions, Firelin n'aura pas le soutien des colons et après avoir été attaqué, il démissionne le 29 avril 1694. Il sera remplacé par le directoire de Saint-Paul. Il s'agit d'un conseil de 6 membres (2 élus par quartiers de l'île). Firelin quitte l'île pour Goa. Le 2 juillet 1696, arrive en rade de Saint-Paul, l'escadre commandée par le comte de Serquigny, qui a ordre d'arrêter les mutins, de les ramener en France, et d'installer Joseph Bastide, nouveau gouverneur de la colonie. Michel Firelin sera livré par le gouverneur portugais de Goa en octobre.

### Le procès[1]
Le procès  de ce que l'on appelle « la République de Bourbon » s'ouvre en mai 1697 à Rennes, et se traduit par la condamnation à mort de Michel Firelin, qui sera pendu le 4 juillet à Rennes.